# Bohuslav Balbín

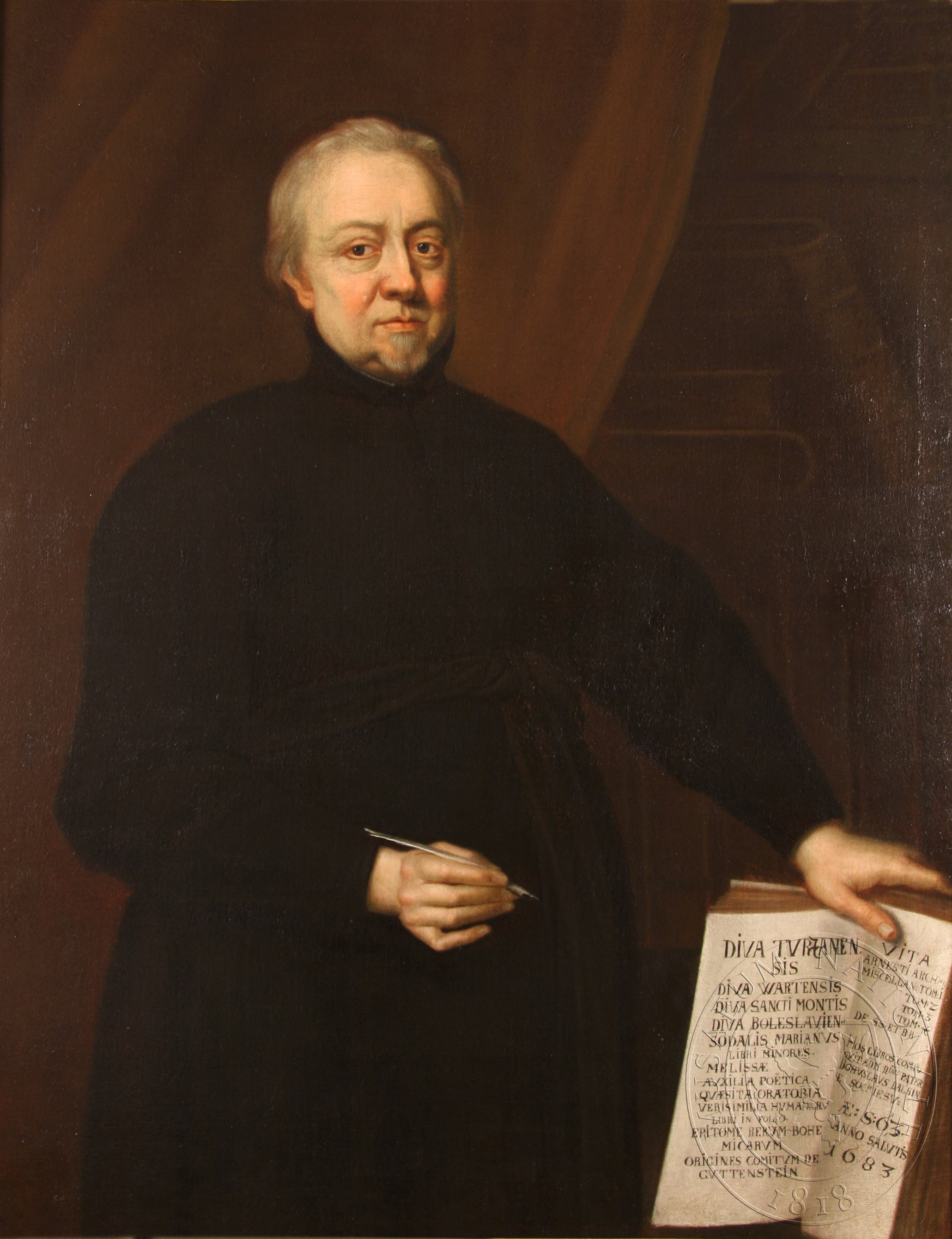
Bohuslav Balbín (1683), Porträt aus der Werkstatt von Johann Georg Heinsch

Bohuslav Ludvík Balbín (latinisiert Bohuslav Balbinus; * 3. Dezember oder 4. Dezember 1621 in Königgrätz, Königgrätzer Kreis; † 28. November oder 29. November 1688 in Prag) war ein böhmischer Jesuit, Literat, Historiker und Geograph. Als Patriot setzte er sich für die Förderung und den Gebrauch der tschechischen Sprache ein. Zudem war er ein Verfechter der Rekatholisierung. Er gehörte zu den einflussreichsten Gelehrten seiner Zeit.

## Leben
Bohuslav Ludvík Balbín entstammte dem ostböhmischen Rittergeschlecht der Balbínové z Vorličné (Balbin(us) von Worliczna). Er war das siebte und jüngste Kind des Pardubitzer königlichen Burggrafen Lukáš Škvornic Balbín z Vorličné, der 1622 verstarb. Bei der Taufe wurde Bohuslav von Albrecht Wenzel Eusebius von Waldstein gehalten, der vermutlich auch sein Taufpate war. Nach dem Tod seines Vaters wurde er durch Otto von Oppersdorf, einen Freund der Familie, auf dem Schloss Častolovice erzogen, wohin er mit seiner Mutter Susanna umsiedelte. Beide wurden auch durch Nikolaus von Schönfeldt unterstützt. Als Kind war er oft krank, überlebte aber schließlich alle seine sechs Geschwister. Er war begeisterter Leser und interessierte sich vor allem für Geschichte. So soll er bereits mit sieben Jahren die Chronik von Václav Hájek z Libočan dreimal gelesen haben. Er wuchs in einer katholischen Gegend auf, die ihn und seinen Glauben stark prägte.
Mit neun Jahren wurde er für ein Jahr in die Benediktiner-Schule des Klosters Braunau aufgenommen, anschließend besuchte er Jesuitenschulen in Jičín, Prag, Olmütz, Brünn und Glatz. Er studierte Klassische Sprachen, Literatur und Philosophie und vertiefte seine Kenntnisse über die Geschichte Böhmens. In Olmütz stand er unter dem Einfluss des Paters Mikuláš Leczy, dessen Lebensgeschichte er später niederschrieb. Die Ferien verbrachte er auf dem Schloss Častolovice. Er begleitete Otto von Oppersdorf bei der Jagd und lernte dabei die Schönheiten der Natur kennen.
1636 wurde er mit fünfzehn Jahren Novize im Brünner Jesuitenkolleg, zwei Jahre später legte er das erste Ordensgelübde ab. Mit achtzehn Jahren begann er das Studium der Philosophie an dem Prager Jesuitenkolleg Clementinum. Nach dem Abschluss des Bakkalaureats unterrichtete er auf dem Gymnasium des Clementinums und an der Jesuitenschule in Wittingau, damit er später – nach den Regeln des Jesuitenordens – mit dem Studium der Theologie fortfahren konnte. Er schloss das Studium mit dem Doktorat ab.

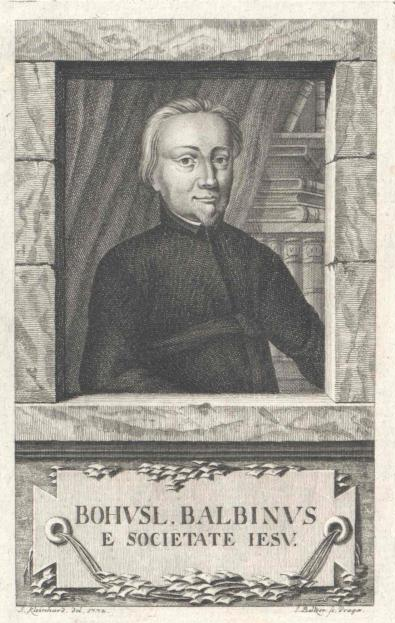
Bohuslav Balbín auf einem Kupferstich von Johann Balzer

Zur Krönung des Landesherrn Ferdinand IV. 1646 erschien sein erstes Werk mit dem Titel „Legatio apollinis coelestis ad universitatem Pragensem“. Es war nicht ein rein erdkundliches, sondern wie zur Zeit des Humanismus üblich, um ein dichterisches Werk. Dieses und alle seine späteren Werke verfasste er in Latein.
Zwei Ereignisse während seiner Studienzeit prägten Balbín besonders. 1642 begleitete er den spanischen Pädagogen Rodrigo de Arriaga auf einer Reise durch Böhmen, wobei er in Bibliotheken und Archiven Material für seine späteren historischen Forschungen sammeln konnte. Sechs Jahre später, kurz vor Ende des Dreißigjährigen Krieges, nahm er als Mitglied der Studentenlegion an der Verteidigung der Karlsbrücke während der Belagerung von Prag durch die Schweden teil und wurde dabei verletzt.
1649 wurden Balbín die Priesterweihen nebst dem Titel eines Meisters der freien Kunst verliehen. Auf eigenen Wunsch wurde er Missionar in Böhmen, so in der Gegend um Kunvald. Sein Bestreben war es, die letzten Glaubensbrüder der Hussiten und die Protestanten zu bekehren. Dabei ging er im Gegensatz zu anderen Verfechtern der Rekatholisierung milde vor. Nach Beendigung der Missionarstätigkeit kehrte er 1653 zum Lehrberuf zurück. Er wechselte oft die Orte seiner Tätigkeit und unterrichtete an jesuitischen Kollegien in Glatz, Prag, Český Krumlov, Brünn, Jičín und Jindřichův Hradec. 1661 musste er die Lehrtätigkeit wegen ungenügendem Gehorsam und starkem Patriotismus beenden. Wegen seiner Kritik an der Obrigkeit, vor allem an dem höchsten Landesbeamten und Prager Oberstburggrafen Bernhard Ignaz von Martinitz (Bernard Ignác Jan z Martinic), der auch den Druck seiner Auszüge aus der Geschichte Böhmens nicht genehmigte, musste er Prag verlassen. Balbín wurde in die Provinz geschickt und mit der Abfassung einer Geschichte der böhmischen Provinz des Jesuitenordens beauftragt. Erst 1676 konnte er nach Prag zurückkehren. Auch später hatte er große Probleme mit seinen Vorgesetzten, isolierte sich immer mehr und widmete sich seinem erdkundlichen Werk. Er erkannte die Gefahr der Germanisierung nach der Schlacht am Weißen Berg und begann für den Erhalt der tschechischen Sprache und Kultur zu kämpfen. Bereits in seiner Missionarszeit sammelte er alte Schriften und Bücher.
Durch die häufig wechselnden Aufenthaltsorte hatte Balbín Gelegenheit, in vielen Bibliotheken und Archiven zu forschen. Die Ergebnisse fasste er vor allem in seinem auf 20 Bände angelegten Werk „Miscellanea Historica Regni Bohemiae“, von dem 10 Bände erschienen, zusammen. Da er alle wichtigen kulturgeschichtlichen Denkmäler Böhmens beschrieb, sowie die Natur, die Bewohner, die böhmischen Heiligen und die tschechische Sprache behandelte, wurde er in der Zeit der Gegenreformation, in der alle böhmisch-nationalen Äußerungen fast zum Erliegen gekommen waren, zum wichtigsten Verteidiger des böhmischen Volkstums. Wegen seiner kenntnisreichen und illustrativen Darstellungen erhielt Balbín den Beinamen „Titus Livius de la Bohème“.
Trotz Krankheiten und einer fast vollständigen Erblindung arbeitete Balbín auch im Alter an seinem literarischen und historischen Werk. Nachdem er zwei Schlaganfälle erlitten hatte, setzte er die Arbeit mit Hilfe eines Schreibers fort. Er starb 1688 vier Tage vor Erreichen seines 67. Lebensjahrs und wurde in der Krypta der Kirche St. Salvator in Prag beigesetzt.

## Werk

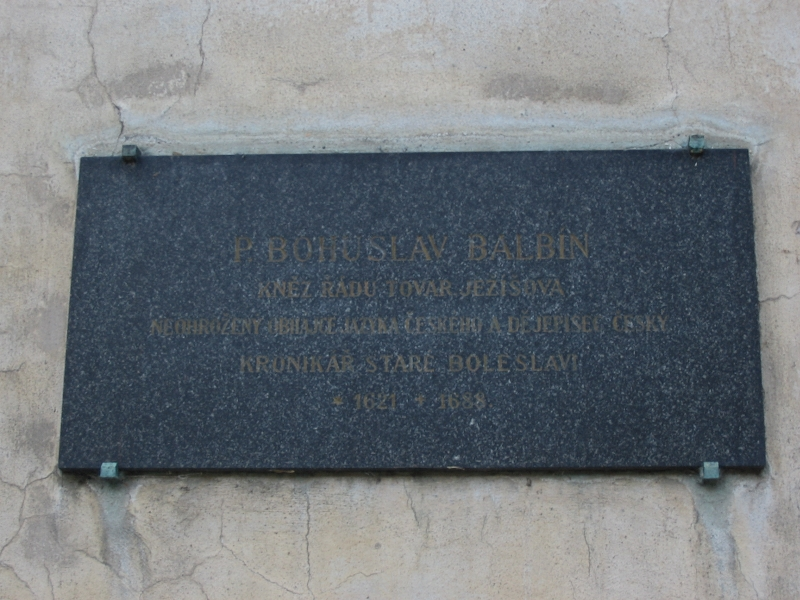
Gedenktafel an der Basilika in Stará Boleslav

Bohuslav Balbín war ein Bewunderer des Chronisten Václav Hájek z Libočan, der auf sein Schaffen einen großen Einfluss hatte. Er übernahm von Hájek auch einige historische Fehler, die zur Glorifizierung der böhmischen Geschichte beitrugen.
Sein erstes historisches Werk in zwei Bänden unter dem Titel „Diva Vartensis seu Origines et Miracula magnae Dei hominumque Matris Marie, quae a tot retro saeculis Wartae in limitibus Silesiae comitatusque Glacensis … colitur“ erschien 1665. Es beschreibt den Marienwallfahrtsort Wartha an der Grenze zwischen dem schlesischen Herzogtum Münsterberg und der Grafschaft Glatz. Das 304 Seiten starke Buch behandelt im ersten Teil den Wallfahrtsort und seine Geschichte, im zweiten Teil die Wunder. Das Buch hatte großen Erfolg und wurde bald in die deutsche Sprache übersetzt. Später schrieb er ähnliche Bücher über die Wallfahrtsorte Tuřany bei Brünn und über das Denkmal der Jungfrau Maria vom Heiligen Berg bei Příbram. Von den Jesuiten wurde er daraufhin beauftragt, die Geschichte des Ordens in Böhmen zu bearbeiten. Das Gesamtwerk beendete er jedoch nie. Allerdings sah er in einigen Schriften die Schwierigkeiten des Jesuitenordens voraus.
1672–73 schrieb Balbín in Klattau die „Dissertatio apologetica pro lingua Slavonica, praecipue Bohemica“. Dieses anonym erschienene Werk, das seinerzeit verboten war, ist sein bekanntestes Buch. Balbín verteidigt hier das Recht auf eine eigene Sprache, verurteilt den abtrünnigen Adel und äußert Meinungen gegen die herrschende Klasse, aber auch gegen Beamtentum, Schule und Kirche. Das Werk beendet er mit einem Gebet, dass „der Heilige Wenzel nicht uns und die Zukünftigen aussterben lasse…“ Das Buch wurde erst 1775 durch František Martin Pelcl publiziert. In tschechischer Sprache erschien es erst 1896.
Sein Lebenswerk sah er in der Niederschrift der tschechischen Geschichte. Zuerst schrieb er einen lateinischen Auszug aus der Geschichte Böhmens mit dem Titel „Epitome historica rerum Bohemicarum“ über den Beginn des Christentums im Lande bis 1526. Hier hob er vor allem die Herrschaft des Kaisers Karl IV. hervor, dessen Regierungszeit er für den Höhepunkt der böhmischen Geschichte hielt. Allerdings bestanden die Zensoren auf der Revidierung vieler Kapitel, vor allem derjenigen, die sich auf die Herrschaft der Habsburger und die Steuern bezogen. Den ersten Teil des eigentlichen Hauptwerks, das insgesamt aus 30 Bänden bestehen sollte und nie vollendet wurde, veröffentlichte Balbín 1676 unter dem Titel „Miscellanea historica regni Bohemiae“ (Vielfältiges aus der Geschichte des Königreichs Böhmen). Ein Teil davon war eine Ausarbeitung der böhmischen Kulturgeschichte mit dem Titel „Bohemia docta“ (Gelehrtes Böhmen). Dieses Teilwerk betrachtet die Geschichte der böhmischen Literatur und des kulturellen Bemühens Böhmens. Obwohl im Geist des Katholizismus geschrieben, zeugt es von Balbíns Liebe zur Heimat, zum Land und seiner Geschichte. Das erste Buch, „Liber naturalis“, handelt von der Naturgeschichte Böhmens, das zweite, „Popularis“, von seinen Einwohnern, das dritte, „Chorographicus“, von der Topographie und der Ortsbeschreibung. Das Buch „Hagiographicus“ oder „Bohemia sancta“ ist eine Sammlung aller 134 Heiligen Böhmens, der Seliggesprochenen, der Märtyrer und derer Wunder. Es folgt das Buch „Parochialis“ oder „Sacer dotalis“ über Pfarreien, „Episcopalis“ über das Erzbistum Prag, „Regalis“ handelt von böhmischen Herrschern und „Epistolaris“ erläutert rechtsstaatliche Verträge. Zwei Bücher sind der Genealogie der böhmischen Geschlechter gewidmet. Dieses Buch wurde ein zweites Mal 1770 von J. Diesbach mit eigenen Anmerkungen herausgegeben. Ein weiteres Buch handelt von Gerichten und Ämtern in Böhmen: „Liber curialis seu de magistratibus et officiis curialibus regum Bohemiae“.
Bohuslav Balbín ist auch Autor von Werken über Religionsgeschichte und das Leben des Johann von Nepomuk und anderer Heiliger. Er hinterließ eine Schrift, in der er die Orte und Geschichte beschreibt, die der Jungfrau Maria gewidmet sind oder nach ihr benannt wurden. Für seine Schüler schrieb er 1666 „Verisimilia humanorum disciplinarum“, elf Jahre später „Auxilia poetices“. Das Leben des Erzbischofs Ernst von Pardubitz behandelt „Vita venerabilis Arnesti primi archiepiscopi Pragensis“. In „Origines illustrissimorum comitum de Guttenstein, ubi refertur Vita B. Hroznatae“ verarbeitet er den Ursprung der Grafen Gutštejn und belegt, dass diese von Hroznata von Ovenec abstammen. Balbín schrieb auch Gedichte und veröffentlichte diese in „Examen melissaeum“. Die letzte beendete Arbeit ist die „Vita vener. Patris Nicolai Lancicii“ (Leben des würdigen Vaters Mikuláš Leczycký).

## Bibliographie
- Legatio Apollinis coelestis ad universitatem Pragensem etc. – herausgegeben bei der Krönung Ferdinands IV. (1646). Wegen dieser Schrift musste er Prag verlassen und hielt sich dann in Klattau auf.
- Epitome historica rerum Bohemicarum – Auszug aus der böhmischen Geschichte. Prag, Soc. Jesu, 1677 (Kompletter Titel: Epitome historica rerum Bohemicarum; quam ob venerationem christianae antiquitatis, et primae in Bohemia collegialis ecclesiae honorem, Boleslaviensem historiam placuit appellare.)
- Dissertatio apologetica pro lingua Slavonica, praecipue Bohemica – Verteidigung der slawischen Sprache, insbesondere der tschechischen. Da es zu anspruchsvoll war, fand es keine Verbreitung.
- Diva Vartensis seu Origines et Miracula magnae Dei hominumque Matris Marie, quae a tot retro saeculis Wartae in limitibus Silesiae comitatusque Glacensis … colitur
- Diva Turzanensis – in Tuřany (Mähren)
- Diva S. Monti – Heiliger Berg bei Příbram
- Origines Comit. de Guttenstein – Ursprung der Grafen z Gutštejna
- Vita venerab. Arnesti – Das Leben des Erzbischofs Ernst von Pardubitz
- Miscellanea historica regni Bohemiae – Böhmische Geschichte
  - Liber naturalis – Die Natur Böhmens
  - Liber popularis – Die Bevölkerung
  - Liber chorographicus – Ortsbeschreibung
  - Liber hagiographicus – auch Bohemia sancta – Von Heiligen
  - Liber parochialis – auch Sacer dotalis – Von Pfarreien
  - Liber episcopalis – Das Prager Erzbistum
  - Liber regalis – von Herrschern
  - Liber epistolaris – Vertragssammlung
  - Bohemia docta – Das gelehrte Böhmen, befasst sich mit der böhmischen Literatur und Lehre
  - Liber curialis seu de magistratibus et officiis curialibus regem Boohemiae – Buch über Gerichte und Ämter der Krone Böhmen
- Quaesita oratoria – Lehrbuch
- Verisimilia humaniorum disciplinarum – Lehrbuch
- Examen Mellisaeum – Gedichte
- Ludwig Richter: Der Briefwechsel zwischen Bohuslav Balbín und Christian Weise 1678–1688. Lateinisch-deutsche Ausgabe (hrsg., eingeleitet und kommentiert von Ludwig Richter, übersetzt von Günther Rautenstrauch), Stuttgart 2010, ISBN 978-3-515-09688-1.